# Two Union Square
Two Union Square é um arranha-céu, actualmente é o 173º arranha-céu mais alto do mundo, com 226 metros (740 ft). Edificado na cidade de Seattle, Estados Unidos, foi concluído em 1989 com 56 andares.